# 2004 VV75
2004 VV75, também escrito como 2004 VV75, é um objeto transnetuniano que está localizado no Cinturão de Kuiper, uma região do Sistema Solar. Este corpo celeste é classificado como um provável plutino, pois, o mesmo está em uma ressonância orbital de 2:3 com o planeta Netuno. Ele possui uma magnitude absoluta de 8,7 e tem um diâmetro estimado com 80 km.

## Descoberta
2004 VV75 foi descoberto no dia 9 de novembro de 2004 pelo astrônomo Marc W. Buie.

## Órbita
A órbita de 2004 VV75 tem uma excentricidade de 0,286 e possui um semieixo maior de 39,671 UA. O seu periélio leva o mesmo a uma distância de 28,326 UA em relação ao Sol e seu afélio a 51,015 UA.